# (1587) Kahrstedt
(1587) Kahrstedt – planetoida z pasa głównego asteroid okrążająca Słońce w ciągu 4 lat i 24 dni w średniej odległości 2,55 au. Została odkryta 25 marca 1933 roku w Landessternwarte Heidelberg-Königstuhl w Heidelbergu przez Karla Reinmutha. Nazwa planetoidy pochodzi od Albrechta Kahrstedta, niemieckiego astronoma. Przed nadaniem nazwy planetoida nosiła oznaczenie tymczasowe (1587) 1933 FS1.